# Zuid-Amerikaans kampioenschap volleybal (mannen)
Het Zuid-Amerikaans kampioenschap volleybal voor mannen is het tweejaarlijkse volleybalkampioenschap voor nationale ploegen uit Zuid-Amerika. Het toernooi wordt georganiseerd door de Zuid-Amerikaanse volleybalbond (CSV) en het aantal deelnemende landen varieert per editie. De eerste editie vond plaats in 1951 en sinds 1967 wordt het toernooi om de twee jaar gehouden. Het kampioenschap wordt gedomineerd door Brazilië dat 33 van 34 edities heeft gewonnen.

## Resultaten

### Winnaars
| Jaar | Plaats                     | Goud       | Zilver     | Brons      | Teams |
| ---- | -------------------------- | ---------- | ---------- | ---------- | ----- |
| 1951 | Rio de Janeiro             | Brazilië   | Uruguay    | Peru       | 4     |
| 1956 | Montevideo                 | Brazilië   | Uruguay    | Paraguay   | 5     |
| 1958 | Porto Alegre               | Brazilië   | Paraguay   | Uruguay    | 5     |
| 1961 | Lima                       | Brazilië   | Chili      | Argentinië | 5     |
| 1962 | Santiago                   | Brazilië   | Argentinië | Venezuela  | 7     |
| 1964 | Buenos Aires               | Argentinië | Venezuela  | Uruguay    | 5     |
| 1967 | Santos                     | Brazilië   | Venezuela  | Chili      | 5     |
| 1969 | Caracas                    | Brazilië   | Venezuela  | Uruguay    | 8     |
| 1971 | Montevideo                 | Brazilië   | Uruguay    | Argentinië | 8     |
| 1973 | Bucaramanga                | Brazilië   | Argentinië | Venezuela  | 5     |
| 1975 | Asunción                   | Brazilië   | Venezuela  | Argentinië | 8     |
| 1977 | Chiclayo / Lima / Trujillo | Brazilië   | Venezuela  | Argentinië | 7     |
| 1979 | Rosario                    | Brazilië   | Venezuela  | Paraguay   | 7     |
| 1981 | Santiago                   | Brazilië   | Argentinië | Chili      | 6     |
| 1983 | São Paulo                  | Brazilië   | Argentinië | Chili      | 7     |
| 1985 | Caracas                    | Brazilië   | Venezuela  | Argentinië | 6     |
| 1987 | Montevideo                 | Brazilië   | Argentinië | Venezuela  | 7     |
| 1989 | Curitiba                   | Brazilië   | Argentinië | Venezuela  | 7     |
| 1991 | Osasco                     | Brazilië   | Argentinië | Venezuela  | 7     |
| 1993 | Córdoba                    | Brazilië   | Argentinië | Chili      | 6     |
| 1995 | Porto Alegre               | Brazilië   | Argentinië | Venezuela  | 8     |
| 1997 | Caracas                    | Brazilië   | Venezuela  | Argentinië | 4     |
| 1999 | Córdoba                    | Brazilië   | Argentinië | Venezuela  | 4     |
| 2001 | Cali                       | Brazilië   | Argentinië | Venezuela  | 7     |
| 2003 | Rio de Janeiro             | Brazilië   | Venezuela  | Argentinië | 5     |
| 2005 | Lages                      | Brazilië   | Argentinië | Venezuela  | 6     |
| 2007 | Santiago / Viña del Mar    | Brazilië   | Argentinië | Venezuela  | 8     |
| 2009 | Bogota                     | Brazilië   | Argentinië | Venezuela  | 7     |
| 2011 | Cuiabá                     | Brazilië   | Argentinië | Venezuela  | 7     |
| 2013 | Cabo Frio                  | Brazilië   | Argentinië | Colombia   | 5     |
| 2015 | Maceió                     | Brazilië   | Argentinië | Colombia   | 8     |
| 2017 | Santiago / Temuco          | Brazilië   | Venezuela  | Argentinië | 8     |
| 2019 | Santiago                   | Brazilië   | Argentinië | Chili      | 8     |
| 2021 | Brasilia                   | Brazilië   | Argentinië | Chili      | 5     |

### Medaillespiegel
| Rang   | Land       | Goud | Zilver | Brons | Totaal |
| 1      | Brazilië   | 33   | 11     | 0     | 33     |
| 2      | Argentinië | 1    | 19     | 8     | 28     |
| 3      | Venezuela  | 0    | 10     | 12    | 22     |
| 4      | Uruguay    | 0    | 3      | 3     | 6      |
| 5      | Chili      | 0    | 1      | 6     | 7      |
| 6      | Paraguay   | 0    | 1      | 2     | 3      |
| 7      | Colombia   | 0    | 0      | 2     | 2      |
| 8      | Peru       | 0    | 0      | 1     | 1      |
| Totaal | Totaal     | 34   | 34     | 34    | 102    |